# Статистическая комиссия ООН
Статистическая комиссия ООН (Статком) (англ. United Nations Statistical Commission; сокр. StatCom) — одна из функциональных комиссий Экономического и Социального Совета ООН, осуществляющая надзор за деятельностью Статистического отдела ООН.

## История
Комиссия основана в 1947 году. Ее основанию предшествовала так называемая «учредительная сессия» — на ней председательствовал Стюарт Райс. Сессии СтатКома проходят регулярно с июля 1999 года. Первым председателем Статистической комиссии был Герберт Маршал. Он председательствовал на трех сессиях СтатКома. Дольше всех Статистическую комиссию возглавлял Донал Маккарти — с 1960 по 1964 год. В 1979 году двадцатую сессию комиссии возглавлял советский статистик и государственный деятель Михаил Антонович Королев (1979—1981).

## Функции и полномочия
В соответствии с кругом ведения Экономического и Социального Совета Статистическая комиссия оказывает содействие Совету:
- В содействии развитию национальной статистики и повышению уровня ее соответствия международным стандартам,
- В координации статистической работы специализированных учреждений,
- В развитии центральных статистических служб Секретариата ООН,
- При консультировании органов ООН по общим вопросам, касающимся сбора, анализа и распространения статистической информации,
- В содействии совершенствованию статистики и статистических методов в целом.

## Состав и порядок назначения членов Комиссии
Члены Комиссии избираются представителями стран-членов Экономического и Социального Совета ООН.
В состав Комиссии входит 24 человека, которые назначаются представителями от стран-членов Экономического и Социального Совета ООН в соответствии с указанным распределением:
- государства Африки — 5 человек,
- государства Азии — 4 человека,
- государства Восточной Европы — 4 человека,
- государства Латинской Америки и Карибского бассейна — 4 человека,
- государства Западной Европы, Европейского Союза и других государств — 7 человек.

## Руководство
В состав Комиссии также входит председатель, три его заместителя и докладчик (спикер). Все они избираются на первом заседании Комиссии. С 1999 года председатель СтатКома выполняет непосредственно руководящие функции по управлению деятельностью Комиссии при помощи своих заместителей.

### Председатели
В данном перечне представлены все председатели Статистической комиссии ООН с 1947 года по настоящее время, включая «учредительную сессию».
| Год          | Сессия               | Страна         | Председатель             |
| 1946         | Учредительная сессия | США            | Стюарт Райс              |
| Январь, 1947 | 1-я                  | Канада         | Герберт Маршалл          |
| Август, 1947 | 2-я                  | Канада         | Герберт Маршалл          |
| 1948         | 3-я                  | Канада         | Герберт Маршалл          |
| 1949         | 4-я                  | Нидерланды     | Филип Иденбург           |
| 1950         | 5-я                  | Нидерланды     | Филип Иденбург           |
| 1951         | 6-я                  | Великобритания | Гарри Кэмпион            |
| 1953         | 7-я                  | Великобритания | Гарри Кэмпион            |
| 1954         | 8-я                  | Индия          | Прасанта Махаланобис     |
| 1956         | 9-я                  | Индия          | Прасанта Махаланобис     |
| 1958         | 10-я                 | Новая Зеландия | Джордж Вуд               |
| 1960         | 11-я                 | Ирландия       | Донал Маккарти           |
| 1962         | 12-я                 | Ирландия       | Донал Маккарти           |
| 1965         | 13-я                 | Норвегия       | Петтер Якоб Бьерве       |
| 1966         | 14-я                 | Норвегия       | Петтер Якоб Бьерве       |
| 1968         | 15-я                 | Австралия      | Кейт Арчер               |
| 1970         | 16-я                 | Франция        | Жан Рипер                |
| 1972         | 17-я                 | Франция        | Жан Рипер                |
| 1974         | 18-я                 | Великобритания | Клаус Мозер              |
| 1976         | 19-я                 | Индия          | Кальямпуди Рао           |
| 1979         | 20-я                 | СССР           | Михаил Королёв           |
| 1981         | 21-я                 | США            | Джозеф В. Дункан         |
| 1983         | 22-я                 | Венгрия        | Вера Нитрай              |
| 1985         | 23-я                 | Ирландия       | Том Линехан              |
| 1987         | 24-я                 | Гана           | Эммануэль Оти Боатенг    |
| 1989         | 25-я                 | Аргентина      | Луис Альберто Беккария   |
| 1991         | 26-я                 | Нидерланды     | Виллем Бегер             |
| 1993         | 27-я                 | Нидерланды     | Виллем Бегер             |
| 1994         | Специальная сессия   | Польша         | Юзеф Оленски             |
| 1995         | 28-я                 | Великобритания | Билл Макленнан           |
| 1997         | 29-я                 | Мексика        | Карлос Ярке              |
| 1999         | 30-я                 | Ботсвана       | Гест Чарумбира           |
| 2000         | 31-я                 | Ботсвана       | Гест Чарумбира           |
| 2001         | 32-я                 | Япония         | Сигеру Кавасаки          |
| 2002         | 33-я                 | Венгрия        | Тамаш Меллар             |
| 2003         | 34-я                 | Венгрия        | Тамаш Меллар             |
| 2004         | 35-я                 | США            | Кэтрин Уоллман           |
| 2005         | 36-я                 | США            | Кэтрин Уоллман           |
| 2006         | 37-я                 | Мексика        | Жилберто Кальвилло Вивес |
| 2007         | 38-я                 | Мексика        | Жилберто Кальвилло Вивес |
| 2008         | 39-я                 | ЮАР            | Пали Лехохла             |
| 2009         | 40-я                 | ЮАР            | Пали Лехохла             |
| 2010         | 41-я                 | Оман           | Али Бин Махбуб           |
| 2011         | 42-я                 | Оман           | Али Бин Махбуб           |
| 2012         | 43-я                 | Венгрия        | Габриэлла Вукович        |
| 2013         | 44-я                 | Венгрия        | Габриэлла Вукович        |
| 2014         | 45-я                 | Великобритания | Джил Мэтисон             |
| 2015         | 46-я                 | Великобритания | Джон Пуллинджер          |
| 2016         | 47-я                 | Бразилия       | Васмалия Бивар           |
| 2017         | 48-я                 | Бразилия       | Васмалия Бивар           |
| 2018         | 49-я                 | Кения          | Закари Мванги            |
| 2019         | 50-я                 | Кения          | Закари Мванги            |
| 2020         | 51-я                 | Япония         | Сигеру Кавасаки          |
| 2021         | 52-я                 | Япония         | Сигеру Кавасаки          |
| 2022         | 53-я                 | Венгрия        | Габриэлла Вукович        |
| 2023         | 54-я                 | Венгрия        | Габриэлла Вукович        |

## Структурные подразделения и деятельность
Одним из наиболее известных подразделений Статистического отдела является Группа экспертов Организации Объединенных Наций по географическим названиям, также известная как Конференция Организации Объединенных Наций по стандартизации географических названий. Это подразделение занимается стандартизацией названий местоположений на разных языках.
Шестая Конференция ООН по стандартизации географических названий прошла в 1992 году (Нью-Йорк), седьмая — в 1998 году (Нью-Йорк), восьмая — в 2002 году (Берлин) и девятая — в 2007 году (Нью-Йорк). На этих конференциях обсуждалась только одна проблема: спор о названии Японского моря.